# Salon de 1808

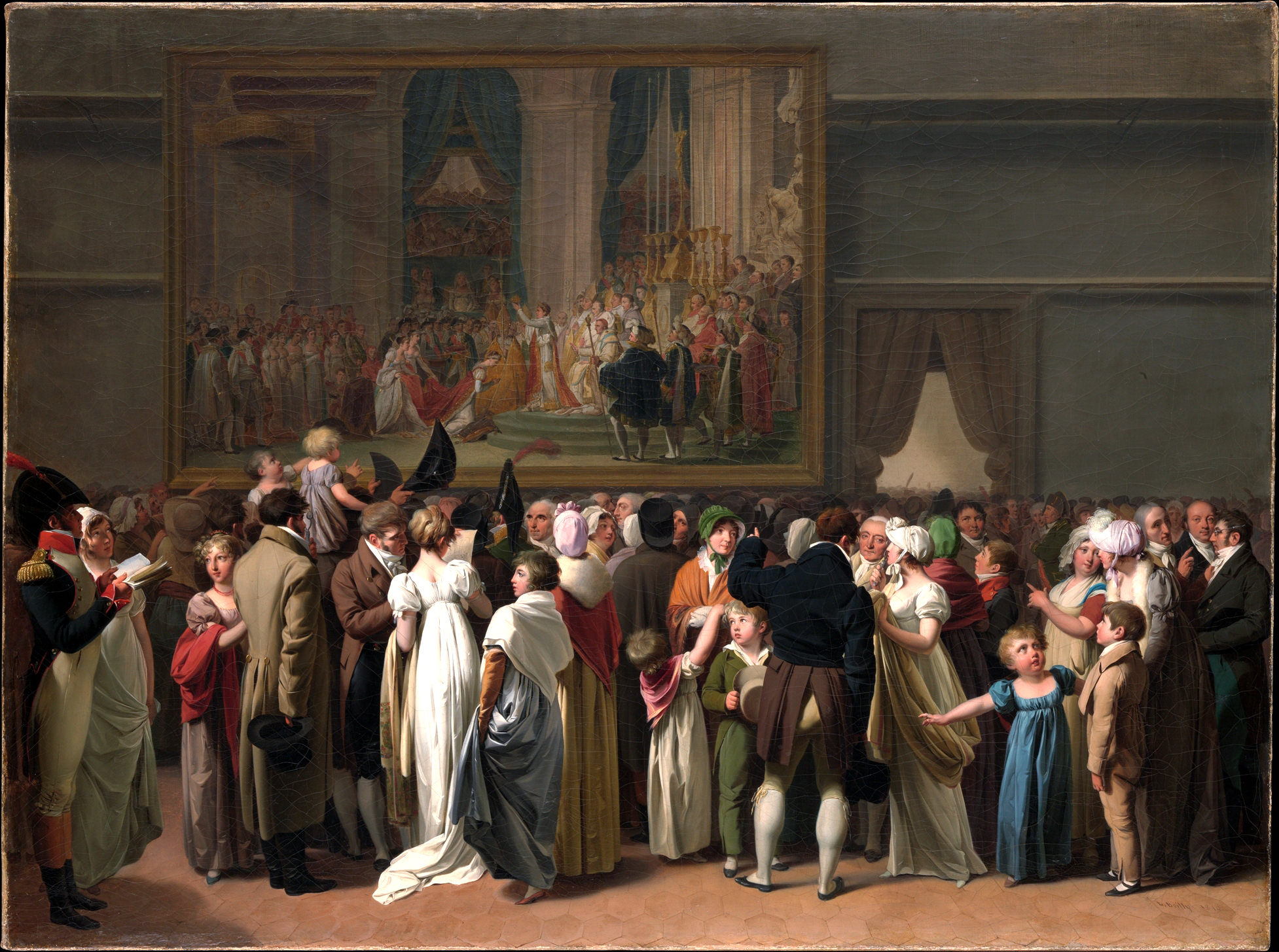
Louis-Léopold Boilly, Le Public regardant le Couronnement de David au Louvre (New York, Metropolitan Museum of Art)

Le Salon de 1808 est une exposition de peinture, sculpture, architecture et gravure des artistes contemporains qui s'est tenue à partir du 14 octobre au musée Napoléon, dans le palais du Louvre. Marqué par l'esthétique néo-classique, il a été supervisé par Dominique Vivant Denon. Son catalogue compte huit-cent trente-quatre numéros.

## Quelques œuvres exposées
(L'orthographe des titres est celle du livret).

### Peinture
| Numéro      | Image | Auteur                           | Titre, matériau, dimensions | Lieu de conservation et numéro d'inventaire                                                             | Commentaires | Références                              |  |
| ----------- | ----- | -------------------------------- | --- | --- | --- | --------------------------------------- |  |
| 1           |       | Alexandre Denis Abel de Pujol    | Clémence de César huile sur toile, 246,3 × 307 cm | Valenciennes, Musée des beaux-arts de Valenciennes                                                      | |                                         |  |
|             |       |                                  | | | |                                         |  |
| 8           |       | Marc-Louis Arlaud                | Abel endormi huile sur toile | Lausanne, Musée cantonal des beaux-arts                                                                 | | [ 1 ]                                   |  |
|             |       |                                  | | | |                                         |  |
| 11          |       | Pauline Auzou                    | Agnès de Méranie huile sur toile, env. 213 × 188 cm | Inconnu                                                                                                 | Reproduit en gravure par Thérèse-Éléonore Lingée dans les Annales de Landon. |                                         |  |
| 12          |       | Pauline Auzou                    | M. Picard et sa famille 1807, huile sur toile, 95 × 114 cm | Collection particulière                                                                                 | Vente Vendôme, Rouillac, 3 février 2013, lot 90. La personne alitée est Louis-Benoît Picard. Le portrait que sa famille lui présente, dépeignant son père, l'avocat Louis-Claude Picard (1739-1792), a aussi été réalisé par Pauline Auzou et a été exposé au Salon de 1806 (no 10, Portrait de M. Picard aîné).                                                                          | [ 3 ]                                   |  |
|             |       |                                  | | | |                                         |  |
| 20          |       | Pierre-Nolasque Bergeret         | Charles-Quint et le Titien huile sur toile, 96 × 128 cm | Bordeaux, musée des Beaux-Arts de Bordeaux, Bx E 409, Bx M 6589                                         | |                                         |  |
|             |       |                                  | | | |                                         |  |
| 29          |       | René Théodore Berthon            | S. M. l’Empereur recevant à Berlin, messieurs les députés du sénat huile sur toile, 393 × 502 cm | Versailles, château de Versailles, MV 1553                                                              | | Notice du musée                         |  |
|             |       |                                  | | | |                                         |  |
| 52          |       | Louis-Léopold Boilly             | Les conscrits de 1807 défilant devant la porte Saint-Denis huile sur toile, 84,5 × 138 cm | Paris, musée Carnavalet, P7                                                                             | | Paris Musées                            |  |
| 53          |       | Louis-Léopold Boilly             | Un jeu de billard huile sur toile, 56 × 81 cm | Saint-Pétersbourg, musée de l’Ermitage                                                                  | |                                         |  |
| 54          |       | Louis-Léopold Boilly             | La lecture du Bulletin de la grande armée huile sur toile, 47 × 60 cm | Saint Louis (Missouri), musée d'art de Saint-Louis, 74:1989                                             | | Notice du musée                         |  |
| 55          |       | Louis-Léopold Boilly             | Scènes des boulevards Deux tableaux, dont : Le Tricheur du boulevard 1806, huile sur panneau, 24 × 33 cm | Washington, National Gallery of Art 2000.5.1                                                            | Les deux tableaux ont aussi été exposés au Salon de 1814, no 115 (Scènes de boulevart [sic]), où ils ont été acquis par le duc de Berry. Ils ont été lithographiés par E. Wattier sous les titres respectifs de Une Scène des Boulevards et Savoyards montrant la marmotte pour la Galerie de S. A. R. la Duchesse de Berry.                                                              | Notice du musée                         |  |
| 55          |       | Louis-Léopold Boilly             | Savoyards montrant la marmotte 1807, huile sur panneau, 24 × 33 cm | Collection particulière                                                                                 | Les deux tableaux ont aussi été exposés au Salon de 1814, no 115 (Scènes de boulevart [sic]), où ils ont été acquis par le duc de Berry. Ils ont été lithographiés par E. Wattier sous les titres respectifs de Une Scène des Boulevards et Savoyards montrant la marmotte pour la Galerie de S. A. R. la Duchesse de Berry.                                                              |                                         |  |
| 56 ou 57    |       | Louis-Léopold Boilly             | Portrait en pied du fils de l’auteur, huile sur toile, 98 × 80 cm | Lille, Palais des Beaux-Arts de Lille, P 404                                                            | Le no 56 du livret du Salon a pour titre Portrait en pied du fils de l’auteur alors que le no 57 indique « Autre portrait, idem », ce qui sous-entend le même sujet que l'entrée précédente. Le tableau de Lille peut donc concerner l'un ou l'autre des numéros. | Notice du musée, Joconde                |  |
|             |       |                                  | | | |                                         |  |
| 63          |       | Étienne Bouhot                   | Vue de la place Vendôme huile sur toile, 81 × 99 cm | Paris, musée Carnavalet P1285                                                                           | | Paris Musées                            |  |
|             |       |                                  | | | |                                         |  |
| 89          |       | Marie-Gabrielle Capet            | Tableau représentant feue Mme Vincent (élève de son mari) huile sur toile, 69 × 83,5 cm | Munich, Neue Pinakothek, FV 9                                                                           | Description du livret : « Elle (Adélaïde Labille-Guiard) est occupée à faire le portrait de M. le Sénateur Vien, comte de l’Empire et membre de l’institut de France, régénérateur de l’école française actuelle, et maître de M. Vincent. / L’auteur qui s’est représenté chargeant sa palette, a placé dans ce tableau les principaux élèves de M. Vincent. »                           | Notice du musée                         |  |
|             |       |                                  | | | |                                         |  |
| 121         |       | Jeanne-Élisabeth Chaudet         | Une jeune fille — Elle est à genoux devant la statue de Minerve, et lui fait le sacrifice des dons de l’Amour huile sur toile, 100 × 81 cm                                                                                                 | Inconnu                                                                                                 | Ancienne collection de l'impératrice Joséphine (Payé 2 000 francs à l'artiste). Reproduit par une gravure au trait de Thérèse-Éléonore Lingée publiée dans les Annales de Charles-Paul Landon. | [ 6 ]                                   |  |
| 122         |       | Jeanne-Élisabeth Chaudet         | Une jeune fille pleure un pigeon qu’elle chérissait et qui est mort huile sur toile, 130,5 × 98 cm | Arras, musée des Beaux-Arts d'Arras, 843.1                                                              | Le seul des dix tableaux de l'artiste légués par son second époux au musée des Beaux-Arts d'Arras en 1843 qui n'a pas été détruit par les bombardements de juillet 1915. | Notice du musée                         |  |
| 123         |       | Jeanne-Élisabeth Chaudet         | Une femme avec son enfant s’échappant, à l’aide d’une échelle de corde, de sa prison dont elle a scié les barreaux huile sur toile, 97 × 74 cm                                                                                             | Détruit en juillet 1915 au musée des Beaux-Arts d'Arras.                                                | L'un des dix tableaux de l'artiste légués par son second époux au musée des Beaux-Arts d'Arras en 1843, dont neuf ont été détruits par les bombardements de juillet 1915. | [ 7 ]                                   |  |
| 125         |       | Philippe Chéry                   | David devant Saül huile sur toile, 105,5 × 138 cm | Soissons, Musée de Soissons 2007.6.1                                                                    | Exposé de nouveau au Salon de 1814, no 213. | Joconde                                 |  |
|             |       |                                  | | | |                                         |  |
| 144         |       | Jacques-Louis David              | Le couronnement huile sur toile, 621 × 979 cm | Paris, musée du Louvre INV 3699                                                                         | |                                         |  |
| 146         |       | Jacques-Louis David              | Les Sabines huile sur toile, 385 × 522 cm | Paris, musée du Louvre INV 3691                                                                         | |                                         |  |
| 150         |       | Jean-Baptiste Debret             | Sa Majesté l’Empereur distribuant les décorations de la légion d’honneur aux braves de l’armée russe, à Tilsitt | Versailles, château de Versailles                                                                       | |                                         |  |
| 168         |       | Jean-Louis de Marne              | Une procession de village huile sur panneau, 47 × 68 cm | Rueil-Malmaison, musée national du château de Malmaison                                                 | | [ 8 ]                                   |  |
| 169         |       | Jean-Louis de Marne              | L’entrevue de Sa Majesté l’Empereur et de Sa Sainteté Pie VII, dans la forêt de Fontainebleau huile sur toile, 193 × 228 cm | Château de Fontainebleau                                                                                | Paysage réalisé par Alexandre-Hyacinthe Dunouy. |                                         |  |
| 173         |       | Guillaume Descamps               | Héroïsme des femmes spartiates huile sur toile, 300 × 563 cm | Lille, palais des Beaux-Arts de Lille                                                                   | |                                         |  |
| 177         |       | Jenny Désoras                    | Portrait de M. Lainez, artiste de l’op.[éra] huile sur toile, 48 × 60 cm | Paris, bibliothèque-musée de l'Opéra MUSEE-472                                                          | | [ 9 ]                                   |  |
| 190         |       | Jean-Louis Ducis                 | L’origine de la Peinture huile sur toile, 88 × 115 cm | Collection particulière                                                                                 | Ancienne collection des ducs de Saxe-Weimar-Eisenach. Vente Cologne (Allemagne), Lempertz, 19 novembre 2016, lot 1504. |                                         |  |
| 191         |       | Fortuné Dufau                    | Saint Vincent de Paul huile sur toile | Gaillac, église Saint-Michel                                                                            | | Palissy                                 |  |
| 208         |       | Alexandre Millin du Perreux      | Vue de la rivière de la Bidassoa, frontière de France et d’Espagne huile sur toile, 75 × 111 cm | Rueil-Malmaison, musée national des châteaux de Malmaison et Bois-Préau                                 | Aussi connu sous le titre Le retour de François Ier en France. | [ 10 ]                                  |  |
|             |       |                                  | | | |                                         |  |
| 215         |       | Antoine-Claude Fleury            | L’origine de la peinture huile sur toile | Collection particulière                                                                                 | |                                         |  |
|             |       |                                  | | | |                                         |  |
| 240         |       | François Gérard                  | Les trois âges huile sur toile, 255 × 322 cm | Chantilly, musée Condé PE 426                                                                           | | Notice du musée                         |  |
| 241         |       | François Gérard                  | Portrait en pied de S. M. l’Impératrice dans le costume du couronnement huile sur toile, 211,5 × 131,5 cm | Fontainebleau, musée national du château de Fontainebleau                                               | |                                         |  |
| 242         |       | François Gérard                  | Portrait en pied de S. M. la Reine de Hollande avec le jeune Prince royal huile sur toile, 216 × 145 cm | Fontainebleau, musée national du château de Fontainebleau                                               | |                                         |  |
| 243         |       | François Gérard                  | Portrait en pied de S. M. la Reine de Naples, avec les deux Princes et les deux Princesses ses enfans huile sur toile | Inconnu                                                                                                 | Portrait de Caroline Bonaparte avec ses enfants Achille, Lucien, Letizia et Luisa Murat. Don de Caroline à Napoléon pour décorer le château de Saint-Cloud. Emporté en 1815 par Blücher comme butin de guerre et vendu à Monaco le 4 décembre 1976. Réplique au château de Fontainebleau (dépôt de La Malmaison, MM 73 11, 217,5 × 170,5 cm). Esquisse au château de Versailles (MV 4884) |                                         |  |
| 244         |       | François Gérard                  | Portrait en pied de Mme la comtesse Kamoyska, avec ses deux enfans huile sur toile, 224 × 176 cm | Détruit en 1939 dans l'incendie du Palais Bleu de Varsovie à la suite du bombardement de la Luftwaffe.  | Esquisse de Gérard au château de Versailles (MV 4869). Copie anonyme au palais de Kozłówka. |                                         |  |
| 245         |       | François Gérard                  | Portrait en pied de S. A. Mgr le Prince de Bénévent huile sur toile, 213 × 147 cm | New York, Metropolitan Museum of Art 2012.348                                                           | Au moins 4 copies : petite esquisse de Gérard au château de Versailles (MV 4875) ; copie au trois quarts par Marie-Éléonore Godefroid, en dépôt à l'ambassade de France à Londres ; copie anonyme de mpme edimensions au château de Valençay ; une miniature de 1816 (localisation inconnue).                                                                                             | Notice du musée                         |  |
| 246         |       | François Gérard                  | Portrait en pied de M. le comte Regnault de Saint-Jean d’Angély huile sur toile, 217 × 142 cm | Versailles, musée national du château de Versailles MV 5753                                             | | Notice du musée                         |  |
| 249         |       | François Gérard                  | Portrait en buste de M. Corvisart, Ier médecin de S. M. l’Empereur huile sur toile, 65,5 × 54 cm | Versailles, musée national du château de Versailles MV 5071                                             | | Notice du musée                         |  |
|             |       |                                  | | | |                                         |  |
| 252         |       | Marguerite Gérard                | Clémence de S. M. l’Empereur à Berlin, huile sur toile, 81 × 45 cm | Rueil-Malmaison, musée national des châteaux de Malmaison et Bois-Préau, inv. MM 92-5-1                 | | Blumenfeld, no 199 P, Joconde           |  |
| 253         |       | Marguerite Gérard                | Une jeune fille près de sa mère malade, priant Dieu pour le rétablissement de sa santé, huile sur toile, 81,5 × 65 cm | Collection particulière                                                                                 | | Blumenfeld, no 198 P                    |  |
| 254         |       | Marguerite Gérard                | Une jeune femme venant de recevoir une lettre de son époux. Son père cherche sur un globe la distance d’où la lettre est partie, huile sur toile, 61 × 50,5 cm                                                                             | Stockholm, Nationalmuseum, NM 7702                                                                      | | Blumenfeld, no 200 P, Notice du musée   |  |
|             |       |                                  | | | |                                         |  |
| 257         |       | Anne-Louis Girodet               | S. M. l’Empereur recevant les clefs de Vienne | Versailles, château de Versailles                                                                       | |                                         |  |
| 258         |       | Anne-Louis Girodet               | Atala au tombeau | Paris, musée du Louvre                                                                                  | |                                         |  |
| 272         |       | Antoine-Jean Gros                | Champ de bataille d’Eylau, huile sur toile, 521 × 784 cm | Paris, musée du Louvre, INV 5067 ; MR 1783                                                              | | Notice du musée                         |  |
| 273         |       | Antoine-Jean Gros                | Portrait équestre de S. M. le Roi de Westphalie, huile sur toile, 321 × 265 cm | Versailles, château de Versailles, MV 4708 ; INV 5072 ; AC 1790                                         | | Joconde                                 |  |
| 274         |       | Antoine-Jean Gros                | Portrait en pied de M. le général Lasalle, comte de l’Empire, grand-officier de la Légion d’honneur, au moment où on lui apporte les clefs de la ville de Stettin, huile sur toile, 248 × 174 cm                                           | Paris, musée de l'Armée, 19814, Ea 655                                                                  | | Notice du musée                         |  |
| 275         |       | Antoine-Jean Gros                | Portrait de M. Zimmermann, professeur de piano, huile sur toile, 118,5 × 91 cm | Paris, musée de la Musique, D.M.V.6904 (dépôt du musée national du Château de Versailles et de Trianon) | | Joconde, Notice du musée                |  |
| 276         |       | Pierre-Narcisse Guérin           | S. M. l’Empereur pardonnant aux révoltés du Caire, sur la place d’Elbekir huile sur toile, 365 × 500 cm | Versailles, musée national du Château de Versailles MV 1498                                             | Esquisse au musée des Beaux-Arts de Caen, inv. 169. | Notice du musée                         |  |
| 277         |       | Pierre-Narcisse Guérin           | Amyntas huile sur toile, 131 × 177 cm | Paris, musée du Louvre RF 1972 5                                                                        | Explication du sujet dans le livret : « Deux bergers se reposent auprès d’un tombeau ; une jeune fille qui vient puiser de l’eau à la source qui coule auprès, leur raconte l’histoire du vieux pasteur qui y fut enterré ; il avait planté les arbres qui l’entourent, et conduit la source en ce lieu pour rafraîchir les voyageurs. / Gessner, Idylles, t. 3 »                         | Notice du musée                         |  |
|             |       |                                  | | | |                                         |  |
| 321         |       | François-Joseph Kinson           | S. A. I. la princesse Borghèse, duchesse de Guastalla | Rome, palais Borghèse ou galerie Borghèse                                                               | Portrait en pied de Pauline Bonaparte en robe rouge. Réduction en buste au Museo napoleonico de Rome. Double portrait en pied avec Camille Borghèse au Museumslandschaft Hessen de Cassel. |                                         |  |
| 322         |       | François-Joseph Kinson           | S. A. I. le prince Borghèse, duc de Guastalla huile sur toile, 193 × 130,5 cm | Collection particulière                                                                                 | Double portrait en pied avec Pauline Bonaparte au Museumslandschaft Hessen de Cassel. Vente Paris, hôtel Drouot, Tessier-Sarrou, 7 décembre 2021, lot 2. |                                         |  |
| 323         |       | François-Joseph Kinson           | M. de Viry, sénateur, chambellan de S. M. l’Empereur huile sur toile, 215 × 155 cm | Bruges, hôtel de ville dépôt du musée Groeninge, 0000.GRO0077.I                                         | | musée                                   |  |
|             |       |                                  | | | |                                         |  |
| 333         |       | Charles Nicolas Lafond           | Jacob mourant en Egypte et bénissant ses douze enfans, après avoir prédit la destinée de chacun d’eux, huile sur toile, 130 × 193 cm | Rueil-Malmaison, église Saint-Pierre-Saint-Paul                                                         | | [ 17 ]                                  |  |
| 337         |       | Jean-Louis-César Lair            | Jeanne d’Arc, dite la Pucelle d'Orléans, monte à l’assaut du fort des Tournelles, dernier de ceux que les Anglais avaient construit devant Orléans 1808, huile sur toile, 285 × 224 cm (avec cadre)                                        | Janville, mairie                                                                                        | | [ 18 ]                                  |  |
| 343         |       | Jean-Louis Laneuville            | Portrait du maréchal Serrurier huile sur toile, 218 × 139,5 cm | Versailles, musée national des châteaux de Versailles et de Trianon MV 1141                             | | Joconde Notice du musée                 |  |
|             |       |                                  | | | |                                         |  |
| 368         |       | Charles Boulanger de Boisfrémont | Orphée aux enfers huile sur toile, 361 × 559 cm | Maisons-Laffitte, château de Maisons-Laffitte                                                           | | [ 19 ]                                  |  |
|             |       |                                  | | | |                                         |  |
| 382         |       | Louis-François Lejeune           | Vue d’un bivouac de l’Empereur dans les plaines de la Moravie, l’un des jours qui ont précédé la bataille d’Austerlitz, en Décembre 1805 huile sur toile, 180,5 × 218 cm                                                                   | Versailles, musée national du château de Versailles, MV 6858                                            | | Notice du musée                         |  |
| 386         |       | Anicet Charles Gabriel Lemonnier | Les ambassadeurs de Rome demandant à l’Aréopage communication des lois de Solon, l’an de Rome 300 huile sur toile, 320 × 506 cm | Paris, Cour de cassation, en dépôt du Centre national des arts plastiques, FNAC PFH-9620                | Tableau commencé en 1799 et achevé en 1808, d'après l'esquisse présentée au Salon de 1799 no 209. | ,                                       |  |
|             |       |                                  | | | |                                         |  |
| 398         |       | Pierre-Jérôme Lordon             | Atala huile sur toile, 257 × 204 cm | Villa Carlotta                                                                                          | |                                         |  |
|             |       |                                  | | | |                                         |  |
| 417         |       | Constance Mayer                  | Le flambeau de Vénus, huile sur toile, 99,5 × 148 cm | musée Napoléon d'Arenenberg                                                                             | Esquisse de Prud'hon au musée Condé à Chantilly (PE 421). |                                         |  |
|             |       |                                  | | | |                                         |  |
| 425         |       | Alexandre Menjaud                | Henri IV chez Michaud 1807, huile sur toile, 61 × 81 cm | Pau, musée national du château de Pau P.95.1.1                                                          | | Joconde                                 |  |
|             |       |                                  | | | |                                         |  |
| 429         |       | Charles Meynier                  | Les soldats du 76e de ligne retrouvant leurs drapeaux dans l’arsenal d’lnspruck, les reçoivent des mains de leur général Monseigneur le maréchal de l’Empire Ney, commandant le 6e corps de la grande armée, huile sur toile, 360 × 524 cm | Versailles, château de Versailles, MV 1547 ; INV 6627 ; AC 2133                                         | | Notice du musée, Joconde                |  |
| 435         |       | Angélique Mongez                 | Orphée aux enfers huile sur toile, 345,2 × 453,2 cm | Disparu du Palais anglais (en) de Peterhof au cours de la Seconde Guerre mondiale, peut-être détruit.   | Reproduit dans les Annales de Landon. Acheté par Denon pour le compte d'Alexandre Ier, empereur de Russie. Accroché au palais de Tauride, puis au Palais anglais (en) de Peterhof. | ,                                       |  |
| 438         |       | Nicolas-André Monsiau            | Les comices de Lyon huile sur toile, 327 × 487 cm | Versailles, musée national du château de Versailles MV 1500                                             | | Notice du musée                         |  |
|             |       |                                  | | | |                                         |  |
| 467         |       | Eugénie Persuis, née Delaporte   | Portrait du mari de l’auteur, huile sur toile, 65 × 52 cm | Paris, bibliothèque-musée de l'Opéra, MUSEE-714                                                         | Portrait de Louis-Luc Loiseau de Persuis. | [ 27 ]                                  |  |
| 470         |       | Pierre Peyron                    | La mort du général Walhubert huile sur toile | Versailles, musée national du château de Versailles MV 1711                                             | Représentation de la mort de Jean-Marie Valhubert à la bataille d'Austerlitz. | Joconde Notice du musée                 |  |
|             |       |                                  | | | |                                         |  |
| 480         |       | Isabelle Pinson                  | L’attrapeur de mouches, huile sur toile, 38,74 × 29,85 cm | South Bend, Raclin Murphy Museum of Art (en), 2011.024.001                                              | | Notice du musée                         |  |
| 481         |       | Marie-Nicolas Ponce-Camus        | L’Empereur Napoléon au tombeau de Frédéric huile sur toile, 181,5 × 235 cm | Versailles, musée national du château de Versailles MV 1721                                             | | [ 28 ]                                  |  |
| 484         |       | Pierre-Paul Prud'hon             | La Justice et la Vengeance divine poursuivant le crime huile sur toile, 244 × 294 cm | Paris, musée du Louvre INV 7340, C 144                                                                  | | Notice du musée                         |  |
| 485         |       | Pierre-Paul Prud'hon             | Psyché exposée sur le rocher, est enlevée par les Zéphirs qui la transportent dans la demeure de l’Amour huile sur toile, 195 × 157 cm | Paris, musée du Louvre RF 512                                                                           | | Notice du musée                         |  |
| 488         |       | Paul Duqueylar                   | Les héros grecs tirant au sort les captifs qu’ils ont faits à Troie huile sur toile 455 × 641 cm | Aix-en-Provence musée Granet                                                                            | |                                         |  |
| 495         |       | Fleury François Richard          | Déférence de Saint-Louis pour sa mère, huile sur toile, 95,5 × 96 cm | Musée Napoléon Thurgovie (Napoleonmuseum), château et parc d'Arenenberg, inv. 1906/7, n° 123            | |                                         |  |
| 497         |       | Henri-François Riesener          | Portrait en pied d’une dame et de sa soeur 1808, huile sur toile | Orléans, musée des Beaux-Arts d'Orléans inv. 760                                                        | Portrait d'Anne Louise Félicité Riesener, née Longroy, épouse de l'artiste et sa sœur Adélaide Longroy. Aussi exposé au Salon de 1810 (no 683) et au Salon de 1814 (no 788). |                                         |  |
|             |       |                                  | | | |                                         |  |
| 515         |       | Robert Lefèvre                   | Portrait en buste, de M. Lebrun-de Rochemont, sénateur huile sur toile 82 × 65 cm | Collection particulière                                                                                 | Paris, Hôtel Drouot, Mirabaud-Mercier, 29 mars 2022, lot 26 |                                         |  |
| 517         |       | Robert Lefèvre                   | Portrait de M. Denon, directeur général du Musée huile sur toile 101 × 81,5 cm | Versailles, musée national des châteaux de Versailles et de Trianon, MV 1692                            | | Notice du musée                         |  |
| 520         |       | Robert Lefèvre                   | Portrait d’une Dame appuyée sur un coussin de velours vert huile sur toile | Collection privée Charles-André Colonna-Walewski                                                        | Portrait de Marie Walewska | [ 29 ]                                  |  |
|             |       |                                  | | | |                                         |  |
| 532         |       | Adèle Romany                     | M. Fy Gt..., s’accompagnant de la lyre, huile sur toile, 130,2 × 100,3 cm | Boston, Museum of Fine Arts, 2009.344                                                                   | Portrait de Joseph Dominique Fabry-Garat. | Notice du musée                         |  |
| 536         |       | Adèle Romany                     | Mlle Emilie L*** dans le costume du dernier acte des Trois Sultanes, huile sur toile, 105 × 81 cm | Paris, bibliothèque-musée de la Comédie-Française I 0163                                                | Portrait d'Émilie Leverd | [ 30 ]                                  |  |
|             |       |                                  | | | |                                         |  |
| 552         |       | Eugénie Servières                | Agar dans le désert huile sur toile, 139,78 × 188,08 | Inconnu                                                                                                 | Ancienne collection de Lucien Bonaparte | [ 31 ]                                  |  |
| 554         |       | Louis Marie Sicardi              | Portrait de Molé, dédié aux comédiens français 1808, huile sur toile, 67 × 55 cm | Paris, bibliothèque-musée de la Comédie-Française I 0211                                                | Une version réduite de ce portrait est conservée au château de Versailles (huile sur panneau de bois, 20 × 16,5 cm, MV 5061). Il pourrait s'agir de l'autre portrait de Molé par Sicardi exposé au Salon de 1798 (no 372). | [ 33 ]                                  |  |
| 557         |       | Louis Marie Sicardi              | L’Amour quêtant des cœurs pour une chanteuse | Inconnu                                                                                                 | Reproduit en gravure par Mécou, présentée à ce même Salon de 1808 (no 816). |                                         |  |
|             |       |                                  | | | |                                         |  |
| 569         |       | Nicolas Antoine Taunay           | L’entrée de S. M. l’Empereur des Français dans la ville de Munich huile sur toile, 190 × 278 cm | Versailles, musée national du château de Versailles MV 1709 ; INV 8125 ; AC 2507                        | | Joconde                                 |  |
| 570         |       | Nicolas Antoine Taunay           | Le Cimabué et Giotto huile sur panneau, 89 × 76 cm | São Paulo (Brésil), collection particulière                                                             | | Lebrun-Jouve P 540 ,                    |  |
| 571         |       | Nicolas Antoine Taunay           | Les jarretières de la mariée huile sur panneau, 41 × 56 cm | Moscou, musée Pouchkine                                                                                 | Dit aussi La Noce de village ou La Jarretière de la mariée. Acquis par le prince Ioussoupov. | Musée                                   |  |
| 572         |       | Nicolas Antoine Taunay           | Salle de billard où figurent différens personnages huile sur toile, 52 × 70,6 cm | Paris, collection particulière                                                                          | Version réduite au Metropolitan Museum of Art (1982.60.49). |                                         |  |
| 574         |       | Nicolas Antoine Taunay           | S. M. l’Impératrice recueillant les ouvrages des artistes modernes — Son aumonier jette de l’argent aux habitans les plus nécessiteux | Inconnu                                                                                                 | Acquis par l'impératrice Joséphine. |                                         |  |
| 575         |       | Nicolas Antoine Taunay           | S. M. l’Impératrice en voyage, reçoit un courrier qui lui apprend la nouvelle d’une victoire huile sur toile, 54 × 64,4 cm | Rueil-Malmaison, musée national des châteaux de Malmaison et Bois-Préau, inv. M.M.99.8.1                | | Notice du musée Joconde                 |  |
| 592         |       | Jacques-Antoine Vallin           | Portrait en pied de M. le docteur Forlenze huile sur toile, 209,6 × 128,3 cm | Londres, National Gallery NG2288                                                                        | | Musée                                   |  |
| 598         |       | Henri-Nicolas Van Gorp           | Portrait de M. C*** huile sur toile, 81 × 64,5 cm | Rueil-Malmaison, musée national des châteaux de Malmaison et Bois-Préau M.M.40.47.4102                  | Portrait de Guillaume-Jean Constantin (1755-1816), garde des tableaux de l’impératrice Joséphine | Joconde                                 |  |
|             |       |                                  | | | |                                         |  |
| 617         |       | Carle Vernet                     | S. M. l’Empereur donnant ses ordres aux Maréchaux de l’Empire, le matin de la bataille d’Austerlitz huile sur toile, 380 × 645 cm | Versailles, musée national du château de Versailles MV 1550 ; INV 8352 ; MR 2656                        | | Joconde Notice du musée                 |  |
| 626         |       | Joseph-Marie Vien le jeune       | Portraits en pied de Mme Vien et de l’auteur, près d’un chevalet sur lequel est placé le portrait ébauché de son père 1808, huile sur toile, 258,5 × 210,5 cm                                                                              | Rouen musée des Beaux-Arts 848.1                                                                        | | Joconde                                 |  |
|             |       |                                  | | | |                                         |  |
| Hors livret |       | Marie-Guillemine Benoist         | Portrait du docteur Gall huile sur toile 120 × 90 cm | Inconnu                                                                                                 | Présence au Salon attestée par la critique. Gravé par Edme Jean Ruhierre, 1839. Conservé dans la descendance de l'artiste jusqu'au début du XXe siècle. | Reuter, no 61                           |  |
| Hors livret |       | Marie-Guillemine Benoist         | Pauline Bonaparte, princesse Borghese huile sur toile 204,5 × 143,3 cm | château de Fontainebleau, dépôt du musée national du château de Versailles MV 5140                      | Présence au Salon attestée par la critique. | Reuter, no 63, Notice du Musée, Joconde |  |
| Hors livret |       | Guillaume Guillon Lethière       | Le Passage du pont du Danube huile sur toile, 332 × 500 cm | Château de Versailles                                                                                   | Reproduit en gravure dans les Annales de Landon. | [ 41 ]                                  |  |
| Hors livret |       | Louis Hersent                    | Las Casas soulagé par des Indiens huile sur toile 53,8 × 64,6 cm | Collection privée                                                                                       | Exposé de nouveau au Salon de 1814, no 509. Reproduit en gravure dans les Annales de Landon. | [ 43 ]                                  |  |
|             |       |                                  | | | |                                         |  |

### Sculpture
| Numéro | Image | Auteur                  | Titre, matériau, dimensions | Lieu de conservation et numéro d'inventaire                                      | Commentaires                                       | Références      |
| ------ | ----- | ----------------------- | --- | -------------------------------------------------------------------------------- | -------------------------------------------------- | --------------- |
|        |       |                         | |                                                                                  |                                                    |                 |
| 645    |       | Pierre-Charles Bridan   | Buste en marbre, du Titien marbre, 68 × 73 × 38 cm | Paris, musée du Louvre MR 2142, N 16110                                          |                                                    | Notice du musée |
|        |       |                         | |                                                                                  |                                                    |                 |
| 655    |       | Joseph Chinard          | Le général Desaix buste, marbre, 81 × 59 × 45 cm | Versailles, musée national du château de Versailles MV 1590                      |                                                    | Notice du musée |
| 656    |       | Joseph Chinard          | Buste en marbre de Francesco Albano, peintre polonais buste, marbre, 83 × 61 × 35 cm | Paris, musée du Louvre MR 2152, N 15902                                          |                                                    | Notice du musée |
| 657    |       | Joseph Chinard          | Le général Leclerc buste, marbre, 63 × 38 × 30 cm | Versailles, musée national du château de Versailles MV 1485                      |                                                    | Notice du musée |
| 658    |       | Joseph Chinard          | Mme Verninac, sous les attributs de Diane chasseresse buste, marbre, 85 × 56 × 32 cm | Paris, musée du Louvre RF 3655                                                   | Modèle présenté au Salon de 1800 (no 418).         | Notice du musée |
| 659    |       | Joseph Chinard          | Mlle Alb. de Mar** sous les attributs de Sapho jouant de la lyre buste, marbre | Blackheath, Ranger's House, Collection Wernher                                   |                                                    |                 |
| 660    |       | Joseph Chinard          | Mlle Fanni P*** sous les attributs de Psyché, jouant avec une couronne de fleurs buste, marbre, 54 × 31 25 | Clermont-Ferrand, Musée d'Art Roger-Quilliot Inv. 894.325.1.                     | Portrait de Fanny Perin.                           |                 |
| 667    |       | Charles-Louis Corbet    | Statue représentant un dragon (Arme de cavalerie) | Paris, Arc de triomphe du Carrousel, face est                                    |                                                    |                 |
|        |       |                         | |                                                                                  |                                                    |                 |
|        |       |                         | |                                                                                  |                                                    |                 |
| 700    |       | Antoine-François Gérard | Modèle d’un bas-relief exécuté en pierre à l’arc de triomphe de la place du Carousel — Il représente la Sagesse et la Force tenant la couronne de l’Etat. Elles sont accompagnées de la Prudence et de la Victoire plâtre Quatre éléments : La Sagesse 76,5 × 61,5 × 0,93 cm La Force 88,5 × 55,5 × 0,95 cm La Prudence 89,5 × 44,2 × 0,9 cm La Victoire 84 × 48 × 0,85 cm | Paris, musée du Louvre RF 3988 B ; RF 3988 D (RF 3899 B) ; RF 3988 A ; RF 3988 C | Modèle pour l'Arc de triomphe du Carrousel, Paris. | ,               |
|        |       |                         | |                                                                                  |                                                    |                 |
| 715    |       | Joseph Charles Marin    | Une baigneuse statue, marbre, 147 × 56 × 48 cm | Paris, musée du Louvre RF 2617                                                   |                                                    | Notice du musée |
|        |       |                         | |                                                                                  |                                                    |                 |
|        |       |                         | |                                                                                  |                                                    |                 |

### Gravure
| Numéro | Image | Auteur             | Titre, matériau, dimensions                                                                     | Lieu de conservation et numéro d'inventaire | Commentaires | Références |
| ------ | ----- | ------------------ | ----------------------------------------------------------------------------------------------- | ------------------------------------------- | --- | ---------- |
|        |       |                    |                                                                                                 |                                             | |            |
| 816    |       | André-Joseph Mécou | Une chanteuse et l’Amour déguisé en petit Pierrot, quêtant des cœurs pour elle, d’après Sicardi |                                             | Reproduction du tableau de Sicardi L’Amour quêtant des cœurs pour une chanteuse présenté à ce même Salon de 1808 (no 557. Gravure publiée sous le titre Chiama col canto i cuori. |            |
|        |       |                    |                                                                                                 |                                             | |            |

### Architecture
| Numéro | Image | Auteur                                              | Titre, matériau, dimensions | Lieu de conservation et numéro d'inventaire | Commentaires | Références   |
| ------ | ----- | --------------------------------------------------- | --- | ------------------------------------------- | --- | ------------ |
|        |       |                                                     | |                                             | |              |
| 740    |       | Alexandre-Théodore Brongniart (Jean-Pierre Fouquet) | Le modèle en relief du Palais de la Bourse et du tribunal de Commerce, qui s’exécute sur le terrain des Filles Saint-Thomas 1807, maquette, plâtre, fer, bois, 11,4 × 25,5 × 41 cm | Paris, musée Carnavalet PM52                | Bien que Brongniart, architecte du palais de la Bourse, apparaît dans le livret du Salon comme auteur de la maquette, celle-ci a été créée par le maquettiste Jean-Pierre Fouquet (1752-1829). | Paris Musées |
|        |       |                                                     | |                                             | |              |

## Œuvres en rapport avec ce Salon

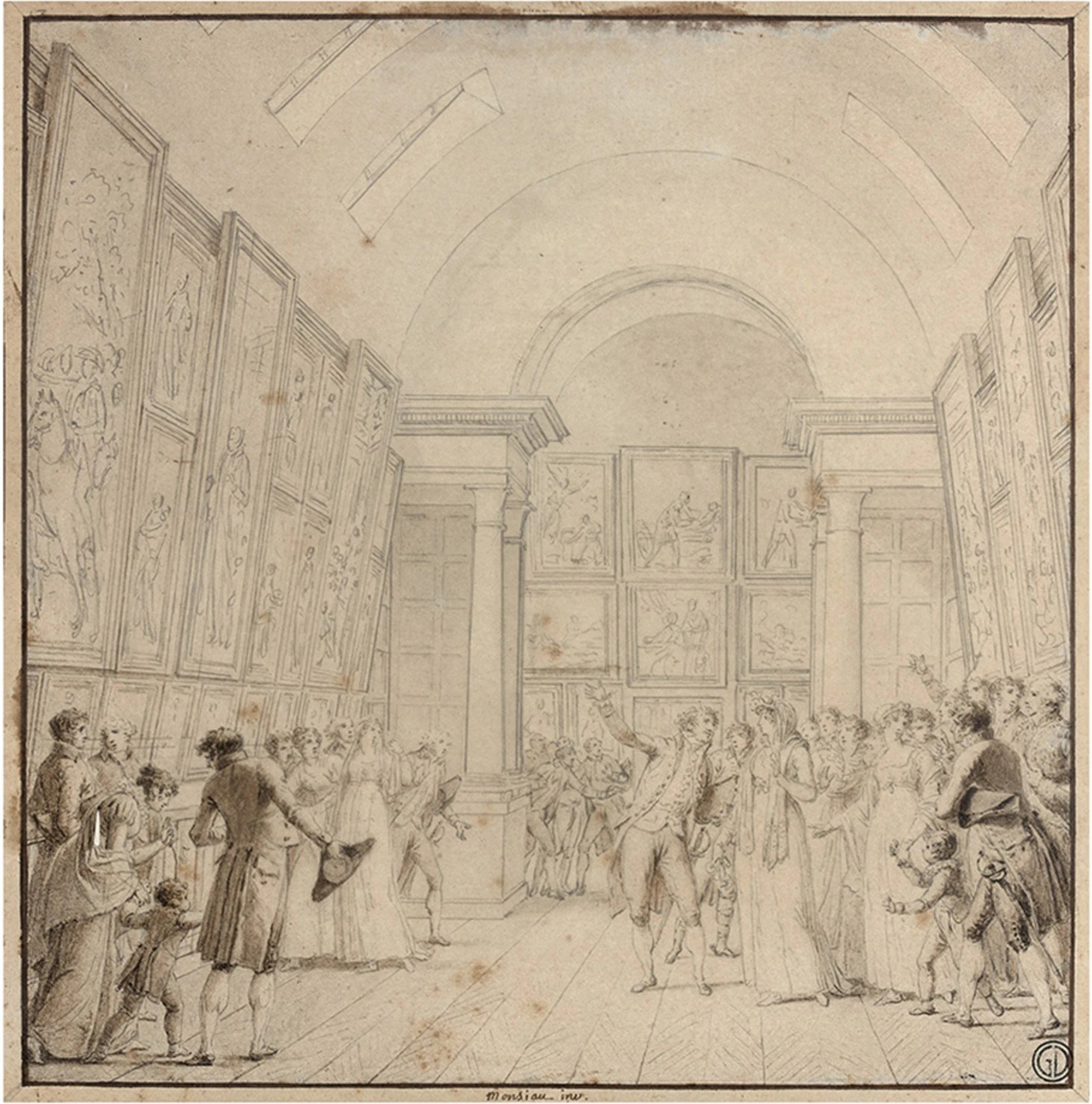
Nicolas-André Monsiau, L'impératrice Joséphine accompagnée de Vivant Denon visitant le Salon de 1808 (Paris, Département des arts graphiques du musée du Louvre)

- Nicolas-André Monsiau, L'impératrice Joséphine accompagnée de Vivant Denon visitant le Salon de 1808, dessin, 1808, collection du Département des arts graphiques du musée du Louvre, RF 55338, Recto[48]
- Antoine-Jean Gros, Napoléon Ier visite le Salon du Louvre et distribue aux artistes des croix de la Légion d’honneur, après 1808, tableau inachevé (Musée national du château de Versailles, MV 6347)[49],[50]
- Charles Motte, d'après Sébastien Norblin, Napoléon félicitant David lors de l'exposition du Sacre, lithographie[51]
- Louis Léopold Boilly, Le Public regardant le « Couronnement » de David au Louvre, 1810, peinture, (Metropolitan Museum of Art, 2012.156)[52]; dessin préparatoire, Washington, National Gallery of Art[53]
- Louis Léopold Boilly, Napoléon remet la Légion d'Honneur au sculpteur Cartellier, peinture (Arenenberg, musée Napoléon)[54]
  - Dessin préparatoire, 1808 (Paris, musée de la Légion d'honneur)[54]

## Fortune critique
- Eugène Dandrée, Lettres sur le salon de 1808 à M. Denon, Paris, 1808, in-folio 8. de 24 pages, imprimerie des frères Marne.
- Examen critique et raisonné des tableaux des peintres vivans, formant l’exposition de 1808, Paris chez Mme Veuve Jacquart, 1808. in-folio 12 de 83 pages, Imprimerie de Fain.
- Observations sur le Salon de l’an 1808, N° 1er. Tableaux d’histoire. A Paris, Veuve Gueffier, 1808. in-folio 12 de 48 pages.
- L’ombre du peintre Lebrun au salon de 1808, par Madame Azaïs.
- F. L. Darragon, Le Dire poétique au salon, ou sentiment sur le tableau représentant S. A. S. le Prince Archi-chancelier de l’empire, et Duc de Parme occupé du code Napoléon, Paris, 1808, imprimerie d’Ogier, 8° de 4 p.
- L’observateur au Muséum, Paris, imprimerie de Gauthier, 1808. in-folio 12 de 24 pages. (Le 1er numéro est en vaudevilles, le second en prose.) —
- Revue des tableaux du Muséum par M. et Mme Denis et Benjamin leur fils, Paris, dImprimerie de Gauthier, 1808. in-folio de 12 pages.
- Arlequin au Muséum, ou critique en vaudeville des Tableaux du Salon. Paris, Imprimerie de Brasseur, 1808. N° 1, 12 p., N° 2, 12 p., N° 3, 2ft.